# ODMRP
ODMRP (On-Demand Multicast Routing Protocol) est un protocole multicast maillé.
La méthode basée sur les mailles, correspond à des protocoles réactifs qui créent leurs routes à la demande. En l’occurrence pour le multicast, les routes sont souvent créées à la demande de la source. Celle-ci diffusant un message vers les receveurs qui, lorsqu’ils répondront permettront de découvrir la route. Cette technique est beaucoup plus robuste et résistante aux coupures de liens que celle basée sur la création d’arbre, ce qui fait qu’elle est beaucoup plus utilisée dans les réseaux MANET fortement mobile. Car quand un lien se brise, ce qui est courant dans les réseaux MANET, il existera probablement une autre route pour délivrer les données. Car le fait que le groupe multicast soit composé d’un maillage de plusieurs routes redondantes permet d’avoir toujours au moins une route de disponible.
ODMRP utilise le concept de « zone de diffusion » ou « zone de retransmission », déjà utilisé dans d’autres protocoles comme LBM, ou GeoGRID. Cette zone correspond à l’ensemble des nœuds qui effectueront la retransmission d’un message reçu d’un voisin vers un autre voisin, c'est-à-dire que chacun des nœuds de cette zone participe à l’acheminement et donc compose une route. Le protocole trouvera donc des nœuds (membre du groupe multicast ou non), dont le rôle pour ces nœuds, et seulement ces nœuds, sera de retransmettre les paquets.